# ドンフン県

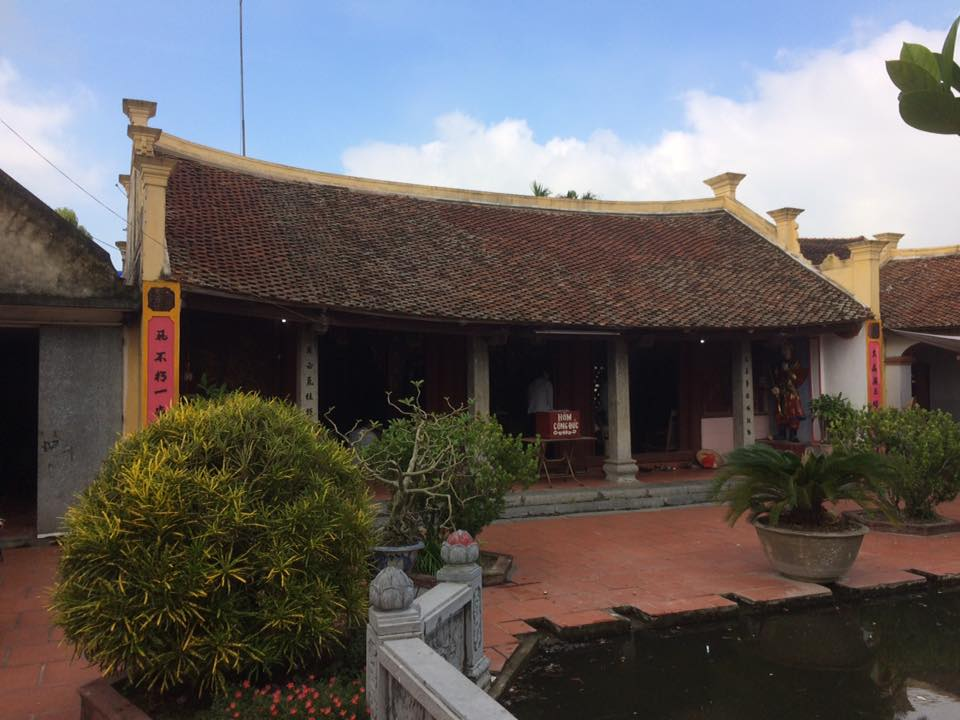
道母寺

ドンフン県（ドンフンけん、ベトナム語：Huyện Ðông Hưng / 縣東興? ）は、ベトナムタイビン省の県である。面積は191.76 km2、人口は246,335人（2007年）である。

## 行政区画
1市鎮43社を管轄する。